# Ноћ демона (филм из 1957)
Ноћ демона (енгл. Night of the Demon) је британски хорор филм из 1957. године, режисера Жака Турнера, у коме главне улоге тумаче Дејна Ендруз, Пеги Каминс и Ниал Макгинис. Сценарио су написали Чарлс Бенет и Хал Е. Честер на основу приповетке „Чарање рунама” М. Р. Џејмса, а радња прати америчких психолога (Ендруз) који путује у Енглеску да истражи сатанистички култ осумњичен за више убистава.
Турбулентне уметничке разлике настале су између продуцента Хала Е. Честера с једне стране, и редитеља Турнера и сценаристе Чарлса Бенета с друге стране, због Честеровог плана да филм недвосмислено прикаже демона, али је Честер однео победу. Да би се убрзао ритам и филм учинио комерцијалнијим, оригинална верзија трајања од 96 минута скраћена је на 82 минута пре изласка у Сједињеним Америчким Државама. Ова скраћена верзија добила је нови наслов Проклетство демона (енгл. Curse of the Demon) и приказивана је од јуна 1958. као други део двоструког филмског програма уз филмове Права прича о Лин Стјуарт или Франкенштајнова освета, у зависности од локалног филмског тржишта.
Иако није постигао значајан комерцијални успех приликом првобитног приказивања 1957. године, Ноћ демона су у ретроспективи високо оценили критичари и филмски ствараоци, и данас се сматра једним од најбољих хорор филмова свих времена. На веб-сајту Rotten Tomatoes, филм има оцену одобравања од 100%.

## Радња
У Енглеској, професор Харингтон моли свог ривала, др Џулијана Карсвела, да повуче клетву коју му је нанео; заузврат, Харингтон ће престати да истражује Карсвелов сатанистички култ. Након што сазна да је пергамент који је дао Харингтону уништен, Карсвел обећава да ће учинити шта може. Када се Харингтон врати кући, види џиновског демона међу дрвећем. Покушава да побегне аутомобилом, али се закуцава у далековод. Полиција као узрок смрти наводи електрични удар.
Др Џон Холден долази у Британију да присуствује конвенцији на којој је Харингтон намеравао да разоткрије Карсвелов култ. Сазнаје да једина веза између Харингтонове смрти и култа јесте човек осумњичен за убиство, Ренд Хобарт, који је пао у кататонично стање. Иако Харингтонови сарадници разматрају могућност натприродних сила, Холден одбацује ту опцију.
Холден упознаје Карсвела у читаоници Британског музеја. Када ретка књига коју Холден тражи нестане, Карсвел му нуди свој примерак код њега у вили. На Харингтоновој сахрани, Холден упознаје његову нећакињу Џоану, која му даје Харингтонов дневник у којем је он описао свој страх од Карсвелове моћи. Холден остаје скептичан, али ипак одлази са Џоаном у Карсвелову вилу следећег дана. Када ветар нагло почне да дува, Карсвел тврди да га је створио чаролијом. Холден му се подсмева, али Карсвел тврди да ће Холден умрети за три дана.
Холден и његове колеге дискутују о Карсвелу и планирају да испитају Хобарта. Холден олдази на вечеру са Џоаном, која му показује стричев дневник. Харингтонов дневник спомиње пергамент са рунским натписом који му је Карсвел дао, а Холден проналази сличан пергамент који му је Карсвел тајно уручио у библиотеци. Снажан ветар провлачи се кроз прозор и скоро одува пергамент у камин, али га зауставља заштитна мрежа. Холден га узима и ставља у џеп.
Холден посећује Хобартову породицу како би добио њихову дозволу да га хипнотише и сазна нешто више о смрти за коју је осумњичен. Хобартова мајка му даје дозволу, али напомиње да је њихова породица „верничка”. Док одлази, пергамент му испада из руке. Хобартова породица је уплашена и тврди да је Холден „изабран”. Касније, Холден упоређује руне са пергамента са онима на Стоунхенџу.
Џоана води Холдена на сеансу на позив Карсвелове мајке. Медијум проговара гласом Харингтона, који им говори да Карсвел има кључ за читање руна у свом примерку поменуте ретке књиге. Холден прекида сеансу и одлази, а Џоана каже да намерава да потражи кључ, па одлазе у Карсвелову вилу. Холден упада у вилу док она чека напољу. Унутра га напада мачка која као да се претвара у пантерa. Карсвел улази и пали светло, спашавајући га, откривајући му да је знао да ће доћи. Упркос Карсвеловом упозорењу, Холден одлази кроз шуму, уверен да га прати облак дима и ватре.
Под хипнозом, осумњичени Хобарт открива Холдену да је био „изабран” да умре када је примио пергамент са рунама, али је избегао смрт вративши га особи која му га је дала. Када Холден покаже Хобарту пергамент који је добио од Карсвела, Хобарт помисли да му га Холден предаје, постаје хистеричан и баца се кроз прозор.
Холден сазнаје да Карсвел путује возом за Саутемптон и на возу открива да је Карсвел киднаповао и хипнотисао Џоану. Како се време за Холденову предвиђену смрт приближава, воз стаје на следећој станици и Карсвел покушава да изађе. Холден успева да неприметно стави пергамент у Карсвелов џеп, а када га Карсвел пронађе, пергамент му испада из руке. Јури га низ пругу, али се пергамент запали. Док се воз приближава, демон се појављује и напада Карсвела. Његово тело пронађено је поред пруге, а полиција верује да га је ударио воз. Холден, уместо да приђе телу, одлази са Џоаном.

## Улоге
| Глумац           | Улога                  |
| ---------------- | ---------------------- |
| Дејна Ендруз     | др Џон Холден          |
| Пеги Каминс      | Џоана Харингтон        |
| Ниал Макгинис    | др Џулијан Карсвел     |
| Атен Сејлер      | госпођа Карсвел        |
| Лијам Редмонд    | професор Марк О’Брајен |
| Питер Елиот      | професор Кумар         |
| Морис Денам      | професор Харингтон     |
| Реџиналд Беквит  | господин Мик           |
| Розамунд Гринвуд | госпођа Мик            |
| Брајан Вајлд     | Ренд Хобарт            |
| Чарлс Лојд Пек   | хемичар                |
| Јуен Робертс     | Лојд Вилијамсон        |
| Ричард Лич       | инспектор Мотрам       |